# Isarn de Marseille
Pour les articles homonymes, voir Isarn.
Isarn de Marseille est un abbé de l'abbaye de Saint-Victor de Marseille de la première moitié du XIe siècle. Il est célébré le 24 septembre ou le 28 septembre.

## Biographie
À la fin du Xe siècle, la vie monastique reprend avec l'instauration de la règle bénédictine. La date de la charte de l'évêque de Marseille Honorat, introduisant la règle de saint Benoît à l'abbaye de Saint-Victor.
Cette installation des bénédictins inaugure une période brillante pour Saint-Victor, sous la conduite d'hommes remarquables comme les abbés Wilfred ou Guifred (1005-1020) puis Isarn (1020-1047). Ce dernier est très lié avec Odilon, abbé de Cluny : « Ces deux lumières du monde ne formaient qu'un seul cœur, une seule âme ».
Il se rendit en Espagne, auprès de l'émir de Tortosa, afin de négocier la libération des moines de Lérins qui avaient été capturés par des pirates sarrasins. Peu après son retour, il mourut en  1047.

## Le tombeau d'Isarn
Aubin Louis Millin, dans son livre « Voyage dans les départements du midi de la France » est vraisemblablement le premier à donner une reproduction gravée de la plus célèbre œuvre d’art de l’abbaye. Cette plaque a été taillée dans le fond d'une cuve de sarcophage dont elle garde la forme. L'abbé Isarn est représenté gisant sur cette longue dalle terminée par deux demi-cercles, mais dont le centre est rectangulaire et plus large que ceux-ci. Le corps n'apparaît que dans les deux demi-cercles : la tête et le bâton pastoral dans l'un, les pieds dans l'autre. La plaque rectangulaire porte une inscription tracée sur huit lignes. De même sur chaque circonférence, une inscription plus petite est gravée ainsi que sur la barre du T du bâton pastoral. Ces inscriptions sont datées de la fin du XIe siècle et ont donc été réalisées peu de temps après la mort d'Isarn survenu en 1047,. Une traduction a été donnée par le père Paul Amargier et reproduite dans l'ouvrage de Seinturier.

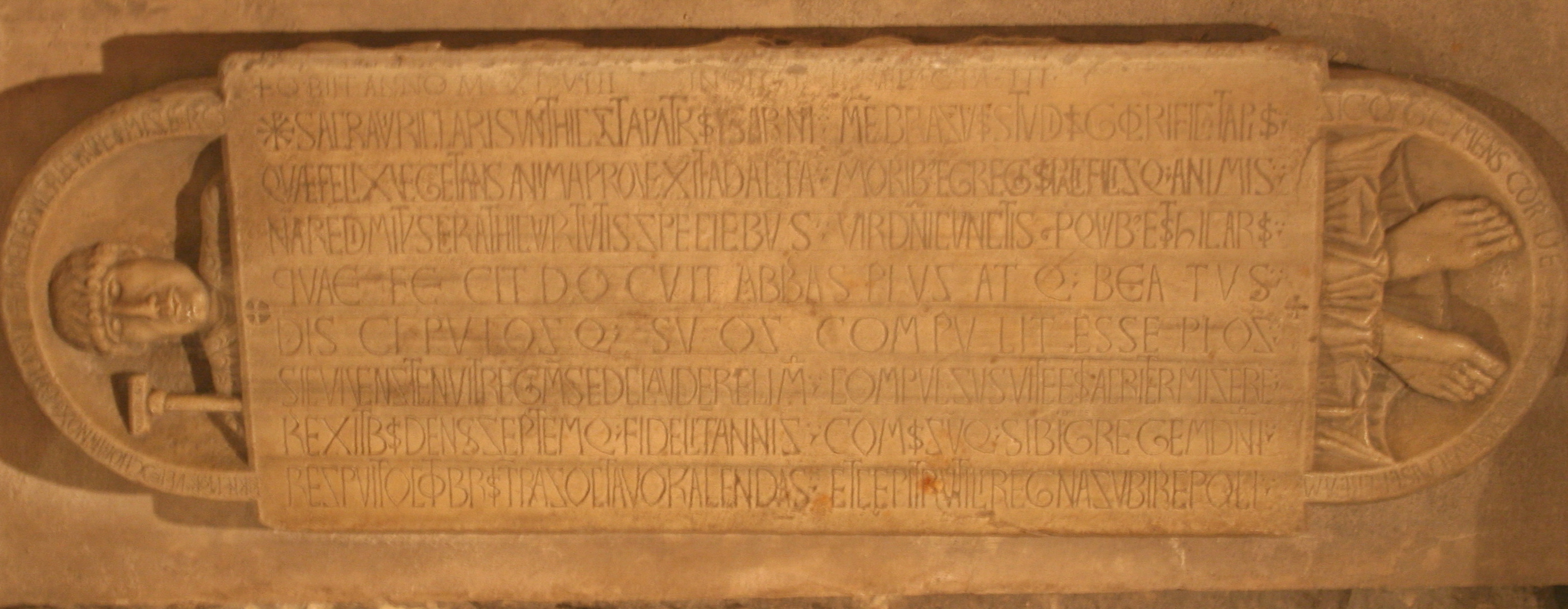
Pierre tombale d'Isarn

« De notre illustre père Isarn ce sont là les restes sacrés, les membres rendus glorieux par tant de mérites. 

Son âme, elle, est heureusement parvenue aux cieux.
De mœurs exceptionnelles et d'esprit pacifique

il était accompli en toutes formes de vertu.
Homme de Dieu, il était pour tous et en tout joyeux.

Ce qu’il enseigna il le mit en pratique, abbé bon et bienheureux.
De ses disciples aussi il fit des hommes bons.

Telle fut sa règle de vie
et contraint de passer le seuil de l’existence

c’est avec courage qu’il la quitta.
Il régit, fidèle, deux fois dix plus sept (27) ans,

le doux troupeau du Seigneur à lui confié,
qu’il abandonna le huit des calendes d’octobre (24 septembre)
pour entrer dans le lumineux royaume.
Autour de la tête
Sois attentif, je t’en prie, toi qui lis, à ce qu’a fait de moi,
misérable défunt, la loi née de la faute du premier homme.
Aux pieds
Et gémissant, du fond du cœur, dis et répète :
Dieu, aie pitié de lui. Amen.

## Le miracle d'Isarn
Après l’un de ses long parcours à cheval en Provence, Isarn, épuisé s’arrête au prieuré de Marignane. Le bedeau le reçu dans l’église et lui installa une couche dans la sacristie pour qu’il s’y repose. La Vie de Saint Isarn[1] rapporte que c’était lors d’une veillée liturgique à Marignane. Les dévotes priaient chacune devant son cierge. Alors que l’une d’elles s’était absentée, le clerc prit son cierge et le plaça au chevet de l’abbé pour qu’il ait de la lumière à son réveil. De retour, la dévote rentra dans une colère et protesta « J’ai apporté la chandelle pour Saint Victor, pas pour n’importe quel abbé », un miracle se produisit qui força la femme à laisser le cierge auprès de Saint-Isarn : elle s’empara violemment du cierge qui alors s’éteignit. Elle ne put jamais le rallumer sinon au chevet du saint. Le texte de la Vita rajoute : « c’est que Dieu avait visiblement préféré réserver (à Isarn) un luminaire destiné à son glorieux martyr ».
Ce témoignage est tiré de la Vita Isarni (la vie de saint Isarn) où elle est l’unique mention explicite du culte de saint Victor avec d’autre raison que de justifier un transfert de dévotion vers l’abbé Isarn.
[1] Vita Isarni, XX (35)